# سام كيلي
سام كيلي (بالإنجليزية: Sam Kelly)‏ هو ممثل بريطاني، ولد في 19 ديسمبر 1943 بمانشستر في المملكة المتحدة، وتوفي في 14 يونيو 2014 في المملكة المتحدة بسبب سرطان.

## أعمال

### أفلام
- (1999) توبسي ترفي
- (2010) المربية ماكفي والإنفجار الكبير[5][6]
- (2014) السيد تيرنر[7][8]

## وصلات خارجية
- سام كيلي على موقع IMDb (الإنجليزية)
- سام كيلي على موقع قاعدة بيانات الأفلام العربية
- سام كيلي على موقع ألو سيني (الفرنسية)
- سام كيلي على موقع ميوزك برينز (الإنجليزية)
- سام كيلي على موقع أول موفي (الإنجليزية)
- سام كيلي على موقع قاعدة بيانات الأفلام السويدية (السويدية)
- سام كيلي على موقع قاعدة بيانات الفيلم (الإنجليزية)
- سام كيلي على موقع كينوبويسك (الروسية)
- سام كيلي على موقع كينوبويسك (الروسية)